# Cédric (série télévisée d'animation)
 (octobre 2021).
Si vous disposez d'ouvrages ou d'articles de référence ou si vous connaissez des sites web de qualité traitant du thème abordé ici, merci de compléter l'article en donnant les références utiles à sa vérifiabilité et en les liant à la section « Notes et références ».
Pour les articles homonymes, voir Cédric.
Cédric est une série télévisée d'animation française, belge et suisse en 156 épisodes de treize minutes, créée d'après la série de bande dessinée éponyme.
Elle a été diffusée entre le 23 décembre 2001 et le 12 décembre 2010 sur France 3 dans les émissions MNK, T O 3 et France Truc, puis rediffusée sur Gulli, sur France 5 dans Zouzous depuis le 3 septembre 2011, ainsi que sur Canal J.
Au Québec, elle a été diffusée à partir du 21 septembre 2003 sur Télé-Québec. En Belgique, elle a été diffusée sur La Deux.

## Synopsis
Cédric Dupont, un jeune garçon impulsif âgé de 8 ans, voit sa vie basculer par l'arrivée à l'école de Chen, une petite fille chinoise dont il tombe amoureux. Sous les conseils de son pépé et de son meilleur ami Christian, il essayera de gagner son cœur, mais aussi d'avoir de meilleurs bulletins scolaires pour faire plaisir à ses parents surtout son père. Pour lui, tous les moyens sont bons pour ridiculiser Nicolas d'Aulnay des Charentes du Ventou, son ennemi juré, qui drague toujours Chen.

## Distribution

### Voix françaises
- Natacha Gerritsen puis Raphaëlle Bruneau : Cédric
- Caroline Combes puis Mélanie Dermont : Chen
- Magali Barney puis Stéphane Flamand : Christian
- Stéphanie Lafforgue puis Cécile Florin : Nicolas
- Brigitte Lecordier puis Véronique Fyon : Manu, Céline, Lily, Valérie
- Olivier Pajot puis Franck Dacquin : Robert
- Catherine Davenier puis Fabienne Loriaux : Marie-Rose
- Yves Barsacq puis Michel Hinderyckx : Pépé
- Julie Turin puis Jennifer Baré : Yolande
- : Madame Contrut
- Christine Sireyzol : Caprice
- Christine Sireyzol : Adeline
- Christine Sireyzol puis Maia Baran : Mademoiselle Nelly, la maîtresse de Cédric, Sophie
- Christophe Hespel : M. Olivier
- Carole Baillien, Jean-Paul Clerbois : voix additionnelles

 Source et légende : version française (VF) sur RS Doublage

## Personnages
- Cédric Dupont, 8 ans : est un petit garçon turbulent à l'intelligence vive.
- Chen Liaoping, la petite chinoise : est une amie de Cédric, dont Cédric est amoureux.
- Christian, l’inséparable : est le meilleur ami de Cédric.
- Valérie : est la meilleure amie de Chen.
- Sophie : est la meilleure amie de Chen.
- Caprice : est la meilleure amie de Chen.
- Céline : est la meilleure amie de Chen.
- Jenny : est la meilleure amie de Chen.
- Nicolas d'Aulnay des Charentes du Ventou : est un camarade de classe et le rival de Cédric pour l'amour de Chen.
- Manu : est le deuxième meilleur ami de Cédric.
- Lily : est la voisine de Cédric.
- Adeline : est la sœur de Christian.
- Mme Contrut : est la prof de musique.
- Mlle Nelly, l’institutrice : est la maîtresse de Cédric.
- Mr Olivier : est le professeur de gymnastique de l'école.
- Mr Lavallière : est le photographe.
- Robert Dupont : est le père de Cédric est un vendeur de tapis.
- Marie-Rose Dupont : est la mère de Cédric est mère au foyer, par la suite elle trouvera un boulot à la boulangerie.
- Jules Boudinet ou Rohart (ou Rohar): est le grand-père de Cédric.
- Yolande : est la cousine de Cédric.
- Mr Liaoping : est le père de Chen.
- Mme Liaoping :  est la mère de Chen.
- Alice : est la cousine de Caprice. Cédric commence à tomber amoureux d'elle avant de choisir finalement Chen.

## Épisodes
Saison 1
1. J'aime l'école
2. Je veux l'épouser
3. Le Caillou dans la chaussure
4. Tibère contre Caligula
5. Le Bal de l'école
6. La Boule à zéro
7. La Photo
8. L'Honorable broche
9. Le Sport
10. Commandant de bord
11. Je le hais
12. Mon papa est astronaute
13. J'aime pas les vacances
14. Dans le vent
15. Un odieux chantage
16. C'est dur la vie d'artiste
17. Jalousie
18. Ma cousine Yolande
19. Maladie d'amour
20. Pépé se rebiffe
21. Soutien de famille
22. Roulez jeunesse
23. Je veux un cheval
24. La Fugue de Pépé
25. Blessures d'amour
26. Votez Cédric !
27. Voulez-vous danser Marquise ?
28. Mauvais joueur
29. La Petite nouvelle
30. Femme fragile
31. Toute peine mérite salaire
32. Le Fanfaron
33. Tout est dans la tête
34. Bague à part
35. Preuves d'amour
36. La Grande scène
37. Des méninges et des muscles
38. Réveillon tendresse
39. SOS télé
40. Relax Pépé
41. Capricieuse Caprice
42. Des rollers à tout prix
43. Ciné-fiasco
44. Lettres d'amour
45. Pépé m'espionne
46. Le rallye
47. Pépé boude
48. Nos amies les bêtes
49. Dur dur d'avoir huit ans
50. Plein la vue
51. Devenir quelqu'un
52. Quand votre cœur fait boum

Saison 2
1. Série noire
2. La Fête à Jules
3. Une bête histoire de dents
4. Amour et trottinette
5. La Grande course
6. Kidnapping
7. Insomnie
8. Comme à la télé
9. Un amour de souris
10. Le Nouveau
11. Danseur étoile
12. Au pied du mur
13. Youkaidi Youkaida
14. Cédric rebondit
15. Ah les casses-pieds !
16. Chouette, Maman travaille
17. Le divorce
18. Comme une vieille pantoufle
19. Tomahawk et mocassins
20. Le Déménagement
21. Homme à tout faire
22. Le Vase orange
23. Les Chiens ne font pas des chats
24. Maman les p'tits bateaux
25. La Visite de la grande tante
26. Retour d'affection
27. Bulletin maudit
28. Maili mailo
29. Le Puzzle
30. Mes ancêtres
31. Amour et pince à épiler
32. Main dans la main
33. À pied ou en voiture
34. Copains, copines
35. Dur à cuire
36. Bon à jeter
37. La Visite du premier ministre
38. Mauvais pli
39. Le Porte-bonheur
40. La Leçon d'histoire
41. Sacrés tempéraments
42. Chats, chats, chats
43. Une idée de génie
44. Le Pari
45. Juré, c'est juré
46. Fais-lui peur
47. Vive l'hiver
48. La Fin du monde
49. Simple comme un coup de fil
50. Quel casse-tête, l'amour !
51. Alice
52. La Belle et le bête

Saison 3
1. Une pluie d'étoiles
2. T'as le ticket
3. Amour toujours
4. Vivre quelque chose ensemble
5. Un forfait direct au tapis
6. Les Garçons sont des filles comme les autres
7. La Danse du lion
8. Vive les disputes
9. Au p'tit bonheur la poisse
10. Blagues en blog
11. Amoureux transi
12. La Fête dégoût
13. À chacun son vieux
14. Coup de lune
15. Action !
16. Tendance Cédric
17. À cabot cabot et demi
18. Quand le Yéti s'en mêle
19. Vacances en toc
20. Ça déménage !
21. Malédiction génétique
22. C'est quand même pas le Pérou
23. Inattendu soutien
24. Cédric et les bébés
25. Un taxi pour Cédric
26. Sauvez le Yéti
27. Autant en emportent les cerfs-volants
28. Comment plaire à une fille en 3 jours
29. Les Fruits de la passion
30. Mademoiselle Nelly a des ennuis
31. Magique Cédric
32. Quand je serai grand
33. Bisous à qui vous voulez
34. 3 hommes et un bambin
35. Marabout de ficelle
36. Pour une poignée de roses
37. Quand on aime on ne compte pas
38. Invisible Cédric
39. Cafouillages et crustacés
40. Capucine pot-de-colle
41. Vu à la télé
42. Photo de classe
43. Mise au parfum
44. Écolo mais pas trop
45. Le Calendrier de Cédric
46. La Bonne cause
47. Vive la bonne humeur
48. Frissons garantis
49. Mon pépé à moi
50. Boulot de plein temps
51. Dur de choisir
52. Le Petit frère

## Différences entre les saisons 1-2 et la saison 3
Dans la saison 1 (parfois dans la saison 2), chaque épisode est narrée par Cédric le soir dans sa chambre et les épisodes se terminent par "Quelle vie on mène, tout de même, quand on a 8 ans". Tandis que dans la saison 3, chaque épisode se passe dans le réel.
Pour une raison inconnue, toutes les voix de la saison 3 ont changé, mais aussi le caractère de certains personnages :
Cédric : Tout comme dans les saisons 1-2, Cédric est toujours amoureux de Chen, il se montre moins timide envers elle et les deux semblent avoir une relation plus forte par rapport aux 2 premières saison (d'ailleurs, dans la plupart des épisodes de la saison 3, sa relation avec elle ressemble plus à une relation amicale qu'une relation amoureuse). Dans la saison 3, il lui arrive parfois d'avoir des bonnes notes à l'école et il lui arrive parfois de contrôler ses colères, ce qui l'empêche pas de conserver son mauvais caractère.
Chen : Chen est la petite fille chinoise, dont Cédric en est toujours amoureux. Bien qu'elle soit plus proche envers Cédric dans cette saison, elle peut parfois se montrer plus indifférente envers ce dernier, mais elle l'adore malgré tout.
Christian : Lui et Cédric sont toujours inséparables. Si Cédric est moins colérique dans la saison 3, Christian, lui, semble être plus susceptible et plus têtu dans cette saison. Mais il reste tout de même fidèle envers Cédric.
Pépé : Pépé, lui, n'a pas vraiment changé dans la saison 3. Toujours à donner des conseils de vie quotidienne à son petit-fils. Il peut se montrer un peu moins grincheux et rancunier (comme il le dit si bien vers la fin de l'épisode "Mon pépé à moi"). Sa relation avec son gendre semble plus ou moins épurée dans cette saison.
Marie-Rose : Elle n'a pas changé dans cette saison. Elle passe toujours la plupart du temps à faire le ménage, la cuisine et travaille dans une boulangerie-pâtisserie en tant que vendeuse. Tout comme elle et Robert, elle est plus attentionnée envers son fils.
Robert : Robert semble plus indulgent et moins colérique dans la saison 3, sa relation avec son beau-père semble à peu près optimiser et peut se montrer plus compréhensible envers son Cédric quand ce dernier à un souci (ce qui est rarement le cas dans les saisons 1-2).
Nicolas : Nicolas a un peu baissé son niveau d'insupportable dans la saison 3, parfois il devient insupportable mais il a montré des regrets. Il lui arrive parfois de bien s'entendre avec Cédric et ses amis.
Manu : Il semble plus présent dans la saison 3. Toujours accro de la télévision, il peut aussi donner de bon conseils à Cédric et ses amis.
Caprice : Tout comme Manu, Caprice, elle, est plus présente dans la saison 3 et passe la plupart du temps avec Chen. Elle semble moins active par le sport dans cette saison.
Yolande : Bien qu'elle n'est apparue qu'une seule fois dans les 2 premières saisons, Yolande apparaît dans quelques épisodes dans la saison 3. Elle porte des habits plus provocante dans cette saison et devient plus insupportable. Il lui arrive d'être serviable envers Cédric.
Valérie : Valérie reste toujours la même, elle est toujours l'une des meilleures amies de Chen.
Mlle Nelly : Elle n'a pas vraiment changé dans cette saison, peut-être moins sévère envers Cédric.
Mr Olivier : Comme Mlle Nelly, il n'a pas vraiment changé non plus.

### DVD
- Cédric, volume 1 (9 avril 2002)
- Cédric, volume 2 (25 juin 2002)
- Cédric, volume 3 (11 mai 2002)
- Cédric, volume 4 (25 mars 2003)
- Cédric, volume 5 (30 septembre 2003)
- Cédric, volume 6 (30 septembre 2003)
- Cédric, volume 7 (31 août 2004)
- Cédric, volume 8 (31 août 2004)
- Cédric, volume 9 (8 novembre 2004)
- Cédric, volume 10 (8 novembre 2004)
- Cédric, volume 11 (14 juin 2005)
- Cédric, volume 12 (14 juin 2005)

## Produits dérivés

### DVD
- Cédric, volume 1 (9 avril 2002)
- Cédric, volume 2 (25 juin 2002)
- Cédric, volume 3 (11 mai 2002)
- Cédric, volume 4 (25 mars 2003)
- Cédric, volume 5 (30 septembre 2003)
- Cédric, volume 6 (30 septembre 2003)
- Cédric, volume 7 (31 août 2004)
- Cédric, volume 8 (31 août 2004)
- Cédric, volume 9 (8 novembre 2004)
- Cédric, volume 10 (8 novembre 2004)
- Cédric, volume 11 (14 juin 2005)
- Cédric, volume 12 (14 juin 2005)

## International
- France: France 3, Canal J, France 5 et Gulli (2002-2010)
- Belgique: La Deux, Ouftivi
- Canada: Teletoon (2002-2010)
- Turquie: Cine5 (2007-2013)
- Ukraine: Малятко TV (uk) (2017-maintenant)
- Mexique: Conaculta, Canal 22 (2011-2016), KW (2013-2014)
- États-Unis: Nickelodeon (2018-2022)
- Azerbaijan: [Xazar tv]